# United & Live
United & live je čtvrté řadové album kapely Kryptor. Na albu jsou kromě nových skladeb 3 nově nahrané skladby z dem (Charon a Vlčí vdova – demo Neřest a ctnost 1988 a skladba T.K.Z. – Těžké kovové zvony – demo Zvratky a krev 1989), dále coververze od Lynyrd Skynyrd – Poslední rebel (The Last Rebel) a live záznam z koncertu.

## Seznam skladeb
1. Intro – Wrest in Peace
2. Charon
3. T.K.Z.
4. Noc
5. Jsou mezi námi
6. Vlčí vdova
7. Smutný století
8. Ty jsi moje domina
9. Poslední rebel
10. Greedpeace (live)
11. Struggle for Humanity (live)
12. Justiční omyl (live)
13. Hooligans (live)
14. To se nemělo stát (live)
15. Rychlost vítězí (live)
16. Klášterní tajemství (live)

## Album bylo nahráno ve složení
- Marcel (Pípa) Novotný – zpěv
- Škarvík – kytara
- Šimi – kytara
- Filip Robovski – baskytara
- Marek – bicí

## Hosté
- Radim Hladík
- Honza Erle
- Jaroslav Suchánek
- Emil Viklický